# Jan Glinker
Jan Glinker (Berlijn, 18 januari 1984) is een Duits voetbaldoelman die sinds 2002 voor de Duitse tweedeklasser 1. FC Union Berlin uitkomt. 